# Deutsches Institut für Herrenmode
Das Deutsche Institut für Herrenmode war ein Unternehmen, dessen Geschäftszweck die „Förderung der Herrenmode durch Dienstleistungen und Vertrieb von Gegenständen aller Art sowie die Durchführung aller damit zusammenhängender Geschäfte“ war.
Nach Hermann M. von Eelking war „Anlass zur Gründung dieser Organisation die Feststellung, dass sich ein harmonisches Anzugsbild nur ergeben kann, wenn alle für die Herrenmode tätigen Industriezweite rechtzeitig ihre Dispositionen aufeinanderabstimmen, zumindest mit dem Nachbargebieten.“ Das Institut war Herausgeber von Farbmusterkarten sowie Vorgaben für Stoffe und Schnitte. Die Modeschauen der ehemaligen Herren-Mode-Woche/Inter-Jeans wurden vom Institut ausgerichtet.

## Geschichte
- 1928 Gründung durch Hermann M. von Eelking als „Deutsche Institut für Herrenmode Gesellschaft mit beschränkter Haftung Freiherr von Eelking, Berlin“
- 1970 (nach Eelkings Tod) Umzug nach Köln
- 1996 Geschäftsführer wird Gerd Müller-Thomkins
- 2002 Umfirmierung in Deutsches Institut für Herrenmode GmbH,
- 2006 Umfirmierung in Deutsches Mode-Institut DMI GmbH